# Justin Norris
Justin Norris (Australia, 3 de junio de 1980) es un nadador  especializado en pruebas de estilo mariposa, donde consiguió ser medallista de bronce olímpico en 2000 en los  metros.

## Carrera deportiva
En los Juegos Olímpicos de Sídney 2000 ganó la medalla de bronce en los 200 metros estilo mariposa, con un tiempo de 1:56.17 segundos que fue récord de Oceanía, tras el estadounidense Tom Malchow y el ucraniano Denys Sylantyev.